# La Vie sexuelle de Don Juan
Pour plus de détails, voir Fiche technique et Distribution.
La Vie sexuelle de Don Juan (Le calde notti di Don Giovanni) est une comédie érotique italo-espagnole réalisée par Alfonso Brescia et sortie en 1971.

## Synopsis
La réputation de grand séducteur du noble Don Juan Tenorio suscite des inquiétudes et des réactions parmi les familles espagnoles les plus puissantes. Pour cette raison, Don Juan est exilé en Orient, où il établit des relations amicales avec le sultan des Berbères, Salim. Le souverain lui révèle un jour que, cachée dans une tour de son palais, vit une belle princesse. 

## Fiche technique
- Titre français : La Vie sexuelle de Don Juan ou La Vie sexuelle d'un perverti[1]
- Titre original italien : Le calde notti di Don Giovanni[2]
- Titre espagnol : Los amores de Don Juan
- Réalisateur : Alfonso Brescia
- Scénario : Miguel Oliveros Tova, Arturo Marcos, Arpad De Riso, Aldo Crudo (it)
- Photographie : Godofredo Pacheco, Julio Ortas Plaza
- Montage : Rolando Salvatori
- Musique : Carlo Savina
- Décors : José Luis Galicia
- Costumes : Maria Luisa Panaro
- Production : Luigi Mondello, Arturo Marcos
- Sociétés de production : Luis Film, Fenix Cooperativa Cinematografica
- Société de distribution : Florida Cinematografica (Italie)
- Pays de production :  Italie -  Espagne
- Langue originale : italien
- Format : Couleurs par Eastmancolor - 2,35:1 - Son mono - 35 mm
- Durée : 110 minutes
- Genre : Comédie érotique italienne
- Dates de sortie :
  - Italie : 10 mars 1971
  - Espagne : 16 août 1971 (Madrid)
  - France : 24 mai 1972[1]

## Distribution
- Robert Hoffmann : Don Juan Tenorio
- Barbara Bouchet : Esmeralda Vargas
- Edwige Fenech : Aiscia
- Ira von Fürstenberg : Isabella Gonzales
- Annabella Incontrera : Sœur Magdalena
- Lucretia Love : Reine de Chypre
- José Calvo : Sultan Selim
- Adriano Micantoni : Emir Omar
- Emma Baron : mère supérieure
- Cris Huerta : Chiki l'eunuque
- Franco Marletta : Don Pedro de Alcantare
- Pietro Torrisi : Ali, l'homme fort
- Franco Fantasia Majid
- Pasquale Nigro : Paco
- María Montez